# Светозар Ливада
Светозар Ливада (Горње Примишље, код Слуња, 14. март 1928 — Загреб, 27. јануар 2022) био је хрватско-српски филозоф, социолог, историчар, политичар и демограф.

## Биографија
Ратни је и војни инвалид и носилац Партизанске споменице 1941. После Другог светског рата, био је члан Комисије за ратне злочине.
Гимназију и Филозофски факултет (група филозофија и историја) завршио је у Загребу 1953. године. Докторирао је 1975. године са темом из руралне социологије на Филозофском факултету у Загребу где је предавао Социјалну демографију од 1967. до 1972. године.
Један је од оснивача и предавача постдипломског студија геронтологије на Медицинском факултету у Загребу. Био је један од уредника часописа „Социологија села“ и научни сарадник, а једно краће време и в.д. директора Аграрног института у Загребу.
Од 1963. до 1972. године био је члан саветодавне групе за руралну социологију при Организацији за храну и пољопривреду. За време рата у Хрватској био је стручни саветник за хуманитарну помоћ при заповедништву Уједињених нација за тадашњи сектор Север, па је уз још два каснија посета стекао увид и у стање на подручјима која су била у Републици Српској Крајини.
Један је од оснивача и обновитеља српских институција у Републици Хрватској и спада у ред најсвестранијих познавалаца, аналитичара и непристрасних критичара грађанске стране рата. Актуелни је председник Заједнице Срба у Републици Хрватској. Члан је Привредниковог Патроната.
Објавио је и више стотина научних и стручних радова из области руралне социологије и других публицистичких радова, нарочито за време последњег рата.
Био је човек неисцрпне енергије, упркос томе што је имао 40 операција на костима, једну на срцу, и што је седам година непрекидно лежао у болници.
На парламентарним изборима 2000. године у 12. изборној јединици освојио је 5,6% гласова. У истој изборној јединици на шестим парламентарним изборима 2007. године освоји је 4% гласова. Један је и од оснивача Коалиције „Српска слога“.
Преминуо је 27. јануара 2022. године у Загребу.